# Uncaria elliptica
Uncaria elliptica là một loài thực vật có hoa trong họ Thiến thảo. Loài này được R.Br. ex G.Don miêu tả khoa học đầu tiên năm 1834.